# Камило Памфили
Камилио Памфили (на италиански: Camillo Francesco Maria Pamphili), (21 февруари 1622 - 26 юли 1666) - италиански благородник и кардинал, член на фамилията Памфили.

## Живот
Памфили е роден в Неапол на 21 февруари 1622 г. Чичо му, кардинал Джовани Батиста Памфили, папския нунций в Кралство Неапол, и баща му, Памфилио Памфили, се преместват там със съпругата на Памфило Олимпия Майдалкини. Като млад Памфили учи хуманитарни дисциплини като поезия, философия, математика и архитектура, и когато чичо му бива прехвърлен и става нунций в Мадрид, Памфили отива с него.
Когато бащата на Памфили умира, майка му става „подозрително“ близо до брат му. След поредица от умни ходове в папския конклав от 1644 г. (някои казват, продиктувани от Олимпия Майдалкини), Джовани Батиста Памфили е избран за папа под името Инокентий X. Папа от Памфили е добра новина за Kамилио, решил да започне църковна кариера. Новината е удар за майка на Памфили на които вече е предложен брак с Лукреция Барберини, дъщеря на Тадео Барберини. Този ход е предназначен за по-нататъшно подобряване на нейното финансово положение от подобряване на отношенията между Памфили и Барберини, развил се след като Джовани Памфили обещава да разследва фамилията на предишния папа (Барберини) за прахосване на средства по време на първата война с княжеството Кастро, в случай че бъде избран за папа. За да запази контрола над Светия престол тя се нуждае от подкрепата на мощните чичовци на Лукреция, Франческо Барберини и Антонио Барберини.
Веднага след като чичото на Камило е избран за папа през септември 1644 г., Памфили е назначен за генерал-капитан на Папските войски. По-късно обаче Камило Памфили отказва поста и е назначен за кардинал.